# 82. pehotni polk (Avstro-Ogrska)
Za druge 82. polke glejte 82. polk.
82. pehotni polk (izvirno nemško Infanterie-Regiment Nr. 82; dobesedno slovensko: Pehotni polk št. 82) je bil pehotni polk k.u.k. Heera.

## Poimenovanje
- Ungarisches Infanterie Regiment »von Schwitzer« Nr. 82
- Infanterie Regiment Nr. 82 (1915 - 1918)

## Zgodovina
Polk je bil ustanovljen leta 1883. 

### Prva svetovna vojna
Polkovna narodnostna sestava leta 1914 je bila sledeča: 88% Madžarov in 12% drugih. Naborni okraj polka je bil v Székelyudvarhelyju, pri čemer so bile polkovne enote garnizirane sledeče: Dunaj (štab, I., II. in IV. bataljon) in Székelyudvarhely (III. bataljon).
V sklopu t. i. Conradovih reform leta 1918 (od junija naprej) je bilo znižano število polkovnih bataljonov na 3.

## Organizacija
1918 (po reformi)
- 1. bataljon
- 3. bataljon
- 4. bataljon, 2. pehotni polk

## Poveljniki polka
- 1908: Johann von Henriquez[5]
- 1914: Franz Szende von Fülekkelecseny[1]